# 우짜
우짜는 대한민국 경상남도 통영시에서 1960년대에 생긴 음식으로, 자장면 짜장면 우동 국물을 부어 먹는데에서 그 이름이 유래되었으며, 낚시꾼들이 해장할 때 많이 먹는다. 현재 통영시에서는 두개의 식당이 우짜를 만들고 있다.